# John St Leger (1674-1743)
Sir John St Leger (1674-1743) est un avocat irlandais, homme politique et juge. Il appartient à une grande famille aristocratique du comté de Cork. Il n'est pas très réputé pour sa compétence juridique, et ses contemporains pensent qu'il doit son succès professionnel à ses relations familiales influentes. En tant que juge, il est surtout connu pour sa décision, avec deux collègues, dans la célèbre affaire Sherlock c. Annesley, qui provoque une crise constitutionnelle majeure et conduit à l'emprisonnement bref des trois juges. 

## Début de carrière
Il est né à Doneraile, comté de Cork, fils aîné de John St Leger (décédé en 1695) et de sa deuxième épouse Aphra, fille unique et héritière de Thomas Harflete d'Ash, Frapham et Chilton dans le Kent. Son demi-frère aîné est Arthur St Leger (1er vicomte Doneraile). La loyauté d'Arthur envers son frère cadet est évidente tout au long de sa vie: il fait pression pour la nomination de John à la magistrature en 1714 et, presque seul, se prononce contre une motion visant à le condamner pour outrage à la Chambre des lords irlandaise en 1719. 
Il fait ses études à la Westminster School et à la Christ Church d'Oxford. Il entre à Inner Temple en 1691, mais n'est admis au barreau qu'en 1707. Même alors, il est particulièrement indolent dans l'exercice de sa profession, faisant dire à Jonathan Swift que St Leger ne pratiquait pas le Barreau mais le suivait à distance. Il devient attaché à la Cour d'Angleterre à titre mineur, et est quelque chose d'un favori royal du roi Guillaume III, qui lui donne un titre de chevalier en 1701. 

## Juge
Il retourne en Irlande et est nommé enregistreur de Cashel, mais la nomination fait l'objet d'un veto de la Couronne, peut-être en raison de ses tendances whig, à une époque où les divergences politiques en Irlande sont exceptionnellement fortes. Il siège à la Chambre des communes irlandaise en tant que député de Doneraile, qui est l'arrondissement de la famille St Leger. Lors de l'accession du roi George Ier en 1714, les juges conservateurs sont révoqués en bloc. St Leger est un Whig et cela, avec le soutien d'amis influents et de son frère Lord Doneraile, est apparemment considéré comme un motif suffisant pour le qualifier pour la magistrature. Il devient baron de la Cour de l'Échiquier (Irlande). La nomination est accueillie avec dérision générale par ceux qui le connaissent bien : "Que Dieu aide le pays où St Léger est fait juge!" fait remarquer le poète Samuel Garth. 

### Cour irlandaise de l'Échiquier en 1714
Pour être juste avec lui, il faut dire que St Léger et ses collègues sont confrontés à une tâche décourageante: il qualifie lui-même l'état de la Cour irlandaise de l'Échiquier de "confusion et désordre, presque sans remède". Un énorme arriéré d'affaires s'est accumulé, les procédures judiciaires sont obscures et les audiences s'étalent souvent sur plus d'un an. La nomination de Sir Jeffrey Gilbert (juge) (en) en tant que baron en chef de l'Échiquier irlandais a amélioré les choses pendant un certain temps: il est un bon avocat, qui a acquis une grande renommée pour ses écrits, et il est initialement très populaire en Irlande. 

### Sherlock v Annesley
De façon assez inattendue, un procès de routine, Sherlock v Annesley, impliquant un différend entre deux cousins sur le droit à la possession de certaines terres à Naas, comté de Kildare, est jugé à la Cour des Échiquiers par Gilbert, St Leger et leur collègue John Pocklington, et créé une crise constitutionnelle majeure. Selon les termes de Pocklington, l'affaire provoque "une flamme et tout le ressentiment du pays est tombé sur nous (c'est-à-dire les barons)". À cette époque, la Chambre des lords irlandaise et la Chambre des lords britannique ont chacune prétendu être la cour d'appel finale de l'Irlande, et chaque chambre a entendu l'appel d'une des parties au procès, ce qui aboutit à des ordonnances contradictoires. Les Barons de l'Échiquier, à la fureur de la Chambre des Lords irlandaise, se sentent obligés de faire respecter l'ordre de la Chambre des Lords anglaise et sont appelés à rendre compte de leurs actions devant les Lords irlandais. Après une audience courte et orageuse, la Chambre ordonne à Black Rod de mettre les Barons en prison. Le frère de St Leger, Lord Doneraile, est l'un des rares pairs à s'opposer à la condamnation. Gilbert et Pocklington sont détenus pendant trois mois, mais St Leger est libéré tôt, car il devait témoigner lors d'une affaire aux assises de Cork.

## Fin de carrière
Au lendemain de la crise, qui aboutit au Declaratory Act de 1719 (en), par laquelle la Chambre des Lords irlandaise perd son statut de cour d'appel (statut qui n'est rétabli qu'en 1782), le juge en chef Gilbert choisit de revenir Angleterre. St Léger, malgré les dommages causés à sa réputation, fait de gros efforts pour obtenir une promotion dans son pays d'origine. L'opinion publique pendant plusieurs années est divisée quant à savoir s'il deviendrait le baron en chef irlandais ou s'il serait démis de ses fonctions. En fait, il conserve son poste de baron jusqu'à sa retraite en 1741. Il est inscrit comme administrateur des King's Inns en 1731. Six ans plus tôt, lui et le successeur de Gilbert en tant que chef baron, Bernard Hale (en), ont échappé de peu à la mort ou à des blessures graves lors de leur assises à Monaghan : le palais de justice, comme la plupart des palais de justice irlandais de l'époque, est dans un état de délabrement grave, et le toit s'est effondré. Les juges, indemnes, ont conclu les assises en plein air. 
Il vit à Capel Street à Dublin et à Grangemellon dans le comté de Kildare, où il est enterré en 1743. 

## Famille

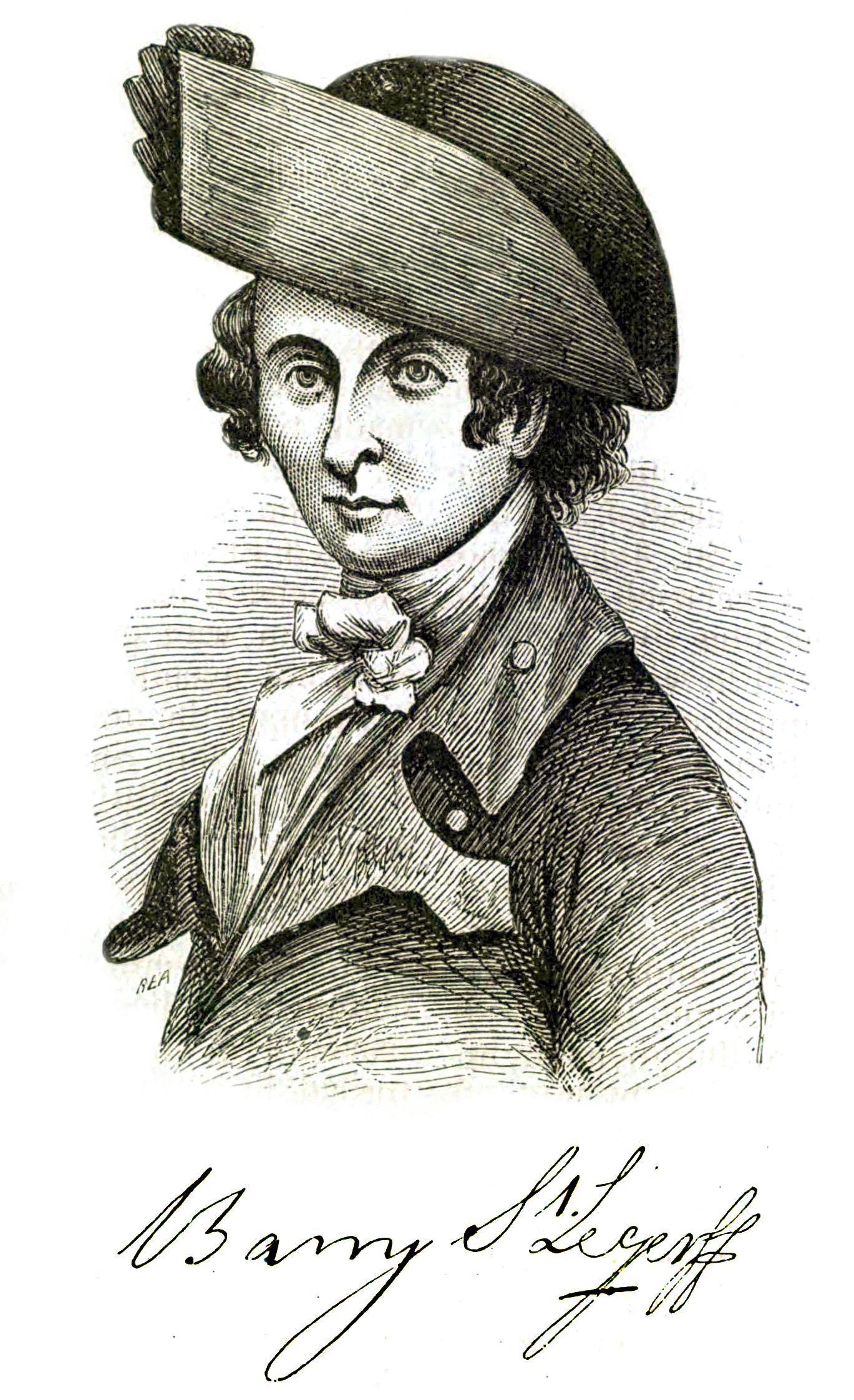
Barry St. Leger, fils de John et Lavinia

Alors qu'il est encore dans la vingtaine, il fait un mariage avantageux avec une riche veuve, Mary Ware Fraser, qui est la fille de Sir James Ware junior et petite-fille du célèbre historien Sir James Ware. Mary, qui a été mariée à Alexander Fraser, a environ vingt-cinq ans de plus que lui, et selon Francis Elrington Ball, il y a beaucoup de ragots sur sa "vertu douteuse". Elle est décédée en 1722, âgée d'environ soixante-dix ans. 
Son veuf s'est rapidement remarié à Lavinia Pennefather, fille de Kingsmill Pennefather et Elizabeth Bolton. Lavinia appartient à la grande famille de propriétaires terriens de New Hill, dans le comté de Tipperary. Ils ont huit enfants: John, le fils aîné et héritier, Arthur, William, le major-général Anthony St Leger (officier) (en), fondateur des St. Leger Stakes, Catherine, Lavinia, qui épouse George Clarges, Elizabeth, qui épouse Ralph Burton, et le général Barry St Leger (1733-1789).